# Hripsime Khurshudyan
Hṙip‘sime Xuršudyan, o Hripsime Khurshudyan (in armeno Հռիփսիմե Խուրշուդյան?; Kasakh, 27 luglio 1987), è una sollevatrice armena, vincitrice della medaglia di bronzo a Londra 2012, poi revocata per doping.